# Лука Лазаревич
Лука Лазаревич (серб. Лука Лазаревић, также известный как Поп-Лука; 1774—1852) — сербский православный священник и воевода (командир), участвовавший в Первом сербском восстании (1804—1813) против Османской империи. Посвященный в священники в относительно молодом возрасте, Лука Лазаревич был описан как бойкий всадник с ружьем, который присоединился к сербским повстанцам в их борьбе против ренегатов-янычар (Дахие), чтобы отомстить за своего двоюродного брата. Он быстро проявил доблесть и к моменту начала восстания против османов был выбран командиром подразделения в Западной Сербии. Участвуя во всех заметных сражениях в этом регионе, османское подавление вынудило его и других лидеров бежать из страны. Он вернулся в Сербию в 1832 году после многих лет в России и в последние годы работал на сербское правительство (теперь автономное).

## Ранняя жизнь
Лазаревич родился в Свилеуве, в Шабацкой нахии санджака Смедерево (ныне Сербия). Его отца звали Тодор, мать Евросима. Его фамилия была принята от его дяди по отцовской линии Лазаря. В детстве он был отправлен в Сирмию, в то время часть монархии Габсбургов, где он получил образование в течение трех с половиной лет. После возвращения домой и женитьбы он был рукоположён в священники епископом Данило из Валево в 1796 году и получил заботу о деревнях Лютице и Коцелева. Его жена умерла после семи лет брака, и он остался с двумя сыновьями, Михайло и Кузьманом.
Лука Лазаревич носил ружья и был отличным наездником. Двоюродный брат Лазаревича по отцовской линии, Ранко, сын Лазаря, был князем (христианским старостой деревни) в районе Тамнавы. Когда янычары в санджаке вступили в конфликт с местными турками, верными султану, Ранко поддержал последних. Сербы, поддерживавшие Стамбул, подвергались преследованиям со стороны янычар; Бего Новлянин и Чурт-оглия, сидевшие в Шабаце, убили Ранко в начале 1800 года. Лука Лазаревич теперь ждал времени для мести. Говорили, что Лазаревич был больше воином, чем священником.

## Сербская революция
Когда в начале 1804 года вспыхнуло восстание против дахийцев на Шумадии, Лука Лазаревич присоединился к повстанцам. Восстание распространилось на Колубару, и Яков Ненадович из Валево достиг Шабаца. За короткое время Лазаревич стал одним из ведущих бойцов банды и, в конечном итоге, лидером тамнавцев и посавцев Шабаца (повстанцев из районов Тамнава и Посавина в Шабацкой нахии). Когда должен был быть назначен рядовой лидер повстанцев Шабаца, в то время, когда Матея Ненадович преследовал это звание (его дядя Яков командовал северо-западной нахией Валево), верховный лидер повстанцев Караджордже спросил тамнавцев и посавцев, кого выбрать. В унисон они выбрали Луку Лазаревича. Петар Молер подстриг себе бороду, а затем вместе с Яковым и другими отправился в сторону Ужице. Затем он женился на Данойле из Джадара, а епископ Антим из Валево женился на них как на своем куме.
С 1805 года, когда повстанцы боролись за освобождение против Османской империи, Лука Лазаревич одержал несколько важных побед, в которых он сражался героически, с тактом и властью воеводы. 18 января [6 января] 1806 года Яков Ненадович и Лука Лазаревич начали осаду Шабаца, а Карагеоргий отправился из Белграда, чтобы присоединиться к ним; По пути Карагеоргий узнал, что османские боснийские войска собираются перейти Дрину, и поэтому немедленно отправил Лазаревича в бой. Прибытие в Лешницу 29 января [17 января] 1806 года с Живко Дабичем, отряд Лазаревича нанес поражение туркам у Ранитоваца после дня боев, при этом большая часть вражеских войск утонула в реке Джадар.
Он чуть не погиб в битве при Мишаре (август 1806 г.), но сыграл важную роль в победе; Карагеоргий приказал Лазаревичу спрятаться в лесу с кавалерией и на звук его пушки ворваться в тыл османским войскам. В разгар битвы Лазаревич вызвал на дуэль османского боснийского командира Мехмед-бека Куленовича, который вышел победителем, затем Мехмед-бег Куленович был убит из заранее подготовленной засады сербскими повстанцами, которые сопровождали Лазаревича, которому удалось бежать в лес. Разгромленная османская армия отступила к Шабацу, а Лазаревича отправили на лечение в Провачку-Аду.
Когда турки-османы передали Шабац сербским повстанцам 2 февраля [25 января] 1807 года, Карагеоргий оставил Луку Лазаревича в качестве командира с 1000 солдат. В качестве надзирателя Шабаца он работал над наведением порядка в городе и районе, а иногда судил в магистрате и заносил решения в протокол.
Лазаревич вел сражения между Шабацем и Лозницей, а в Ужице отомстил за своего кузена Ранко. Он также сражался на другом берегу Дрины, у Главице над Биелиной (где пал Мехо Оруджич), между Зворником и Сребреницей, и уничтожил османские войска, переправившиеся в сторону Сараево. Победную серию прервало поражение при Чегаре (май 1809 г.).
Эпический поэт и гусляр Филип Вишнич (1767—1834) перечислил самые известные сражения Лазаревича как Лозницу (октябрь 1810 г.), где он вырвал контроль над городом у османов, и Ново-Село на Крстовдане, где он убил Пейзо Мехмед-Ага. Эпическая поэма последнего прославляет его храбрость, а также описывает его как очень хорошего стратега.

## Изгнание и возвращение
После поражения при Равне (август 1813 г.) и подавления восстания Лука Лазаревич, как и многие другие лидеры, покинул Сербию. Австрийцы сопроводили его в Юденбург в Штирии, откуда он затем уехал в Российскую империю, где оставался до 1832 года, когда вернулся в то, что стало княжеством Сербия после Второго сербского восстания (1815—1817), которым правил Милош Обренович, другой повстанческий командир, заказавший убийство Карагеоргия. Князь Милош утвердил пенсию в размере 250 талеров 6 марта [23 февраля] 1835 года и нанял его в качестве члена магистрата Шабаца. В 1842 году он стал членом Государственного совета. Из-за преклонного возраста и слабости от четырнадцати ран он вышел на пенсию и жил в своем доме в Шабаце.
Лука Лазаревич умер 5 мая [23 апреля] 1852 года и был похоронен с высочайшими почестями на следующий день рядом с церковью Шабац. На его надгробии написаны стихи поэта Йована Илича (1824—1901).

## Персонаж
Лазаревич был темноволос, костляв, проворен, немногословен; живой, энергичный, аккуратный, резкий; только по отношению к молодым и прислушиваясь к пожилым. Из всех командиров он больше всего уважал Петара Добрняца и Миленко Стойковича. Он ненавидел боснийских «турок» (мусульман), но называл их большими героями, чем настоящие турки. Несмотря на известность и почет, он никогда не проявлял никакой тирании и не стремился к богатству. Даже в старости он носил винтовку, саблю и два ружья.

## Наследие
Есть эпические поэмы, в которых Лука Лазаревич занимает центральное место в истории (например, «Лука Лазаревич и Пейзо» Вишнича). Его именем названы улицы в Белграде, Нови-Саде, Нише, Княжеваце, Коцелевой, Владимирцах и других. На улице в Белграде установлена памятная доска. Его персонаж включен в исторический драматический сериал «Вук Караджич» (1987—1988).